# فرودگاه رییکا
 فرودگاه ریجکا (به انگلیسی: Rijeka Airport) (به زبان بومی: Zračna luka Rijeka/Krk I.) یک فرودگاه همگانی با کد یاتا RJK است که یک باند فرود بتن و آسفالت دارد و طول باند آن ۲۵۰۰ متر است. این فرودگاه در شهر کرواسی کشور کرواسی قرار دارد و در ارتفاع ۸۵ متری از سطح دریا واقع شده است.

## نگارخانه

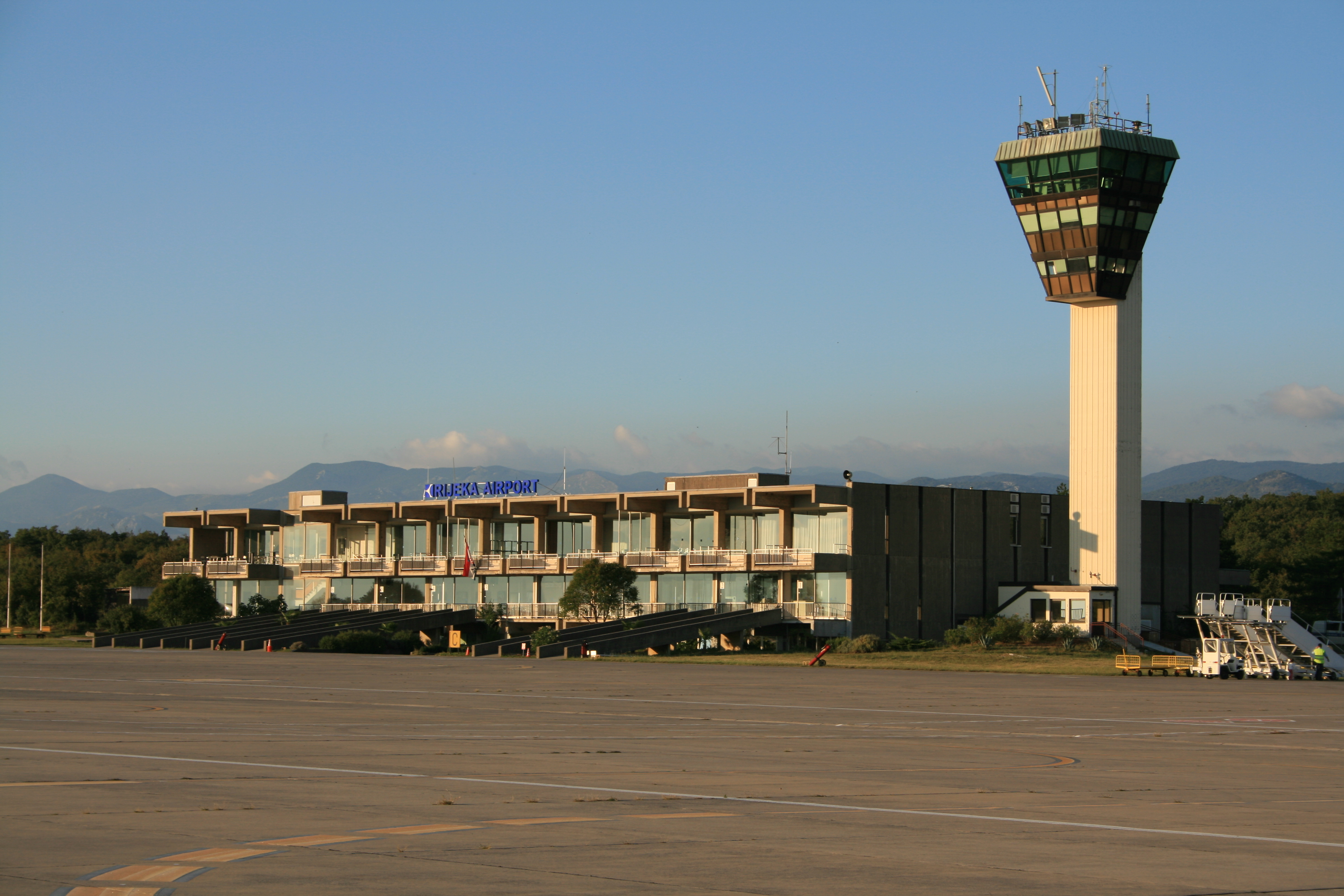
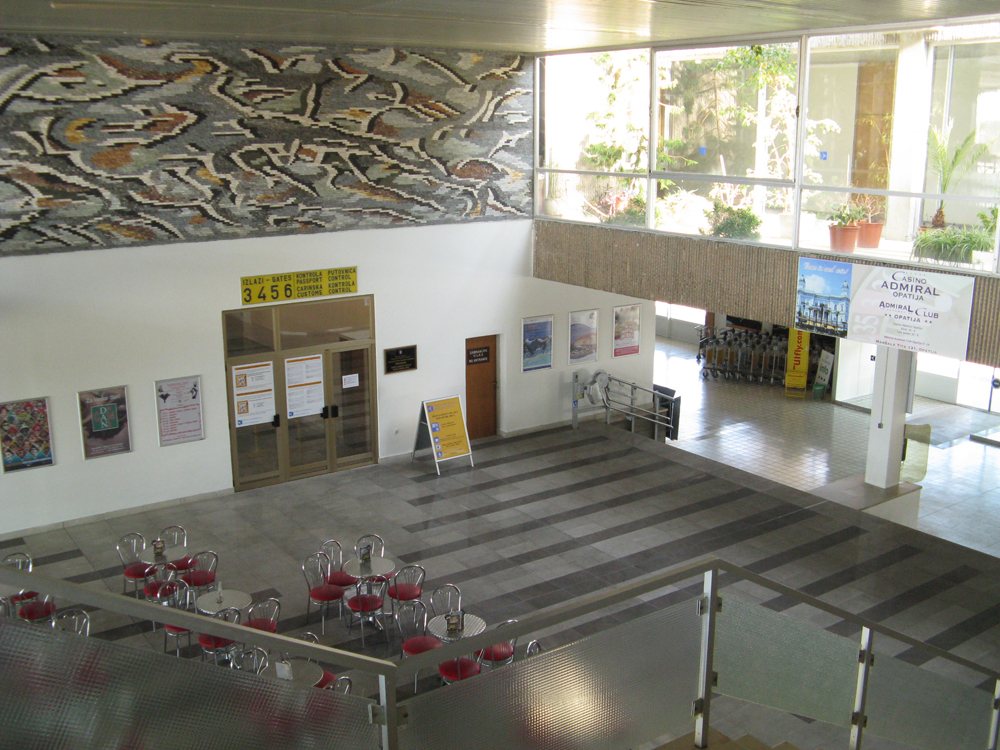
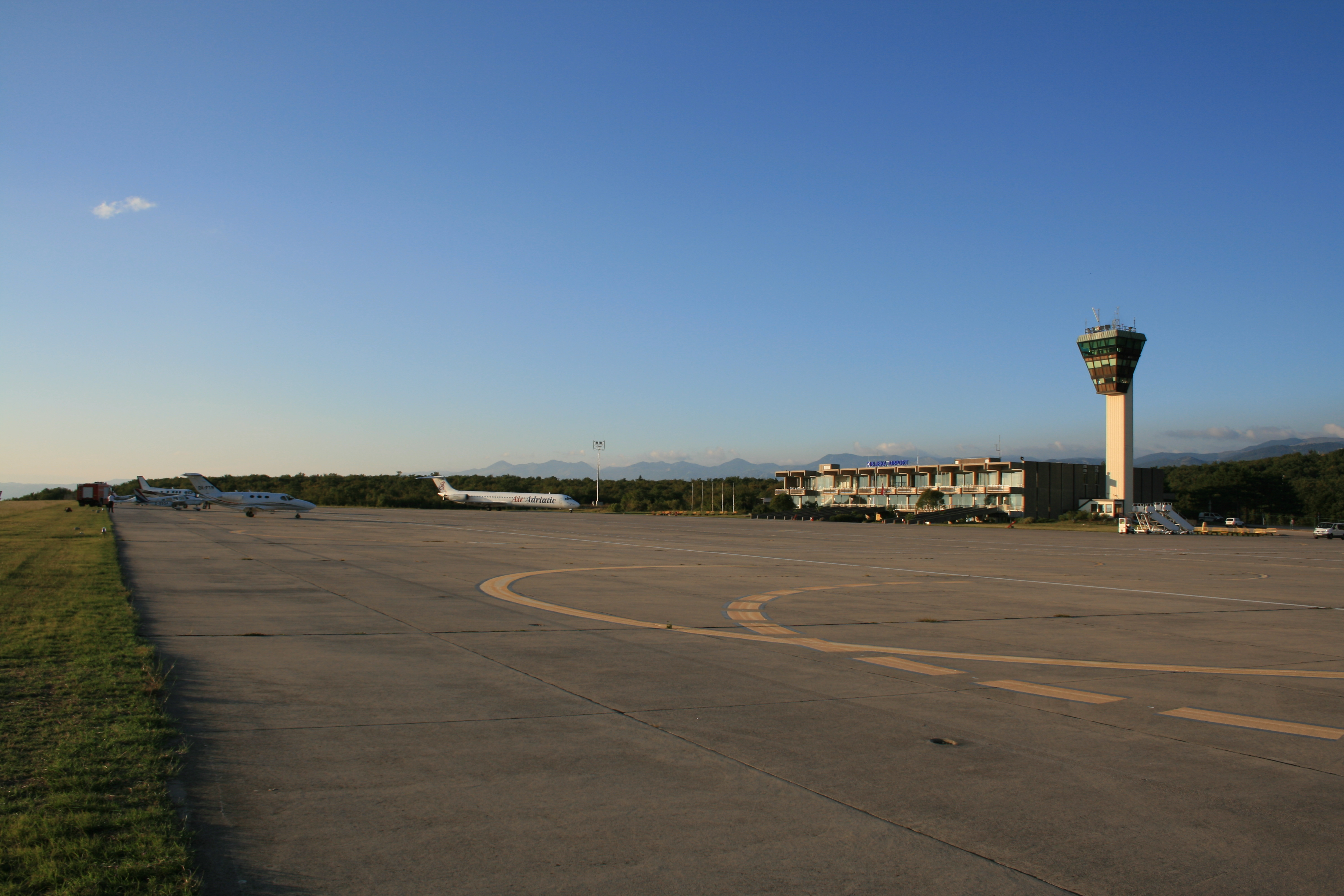
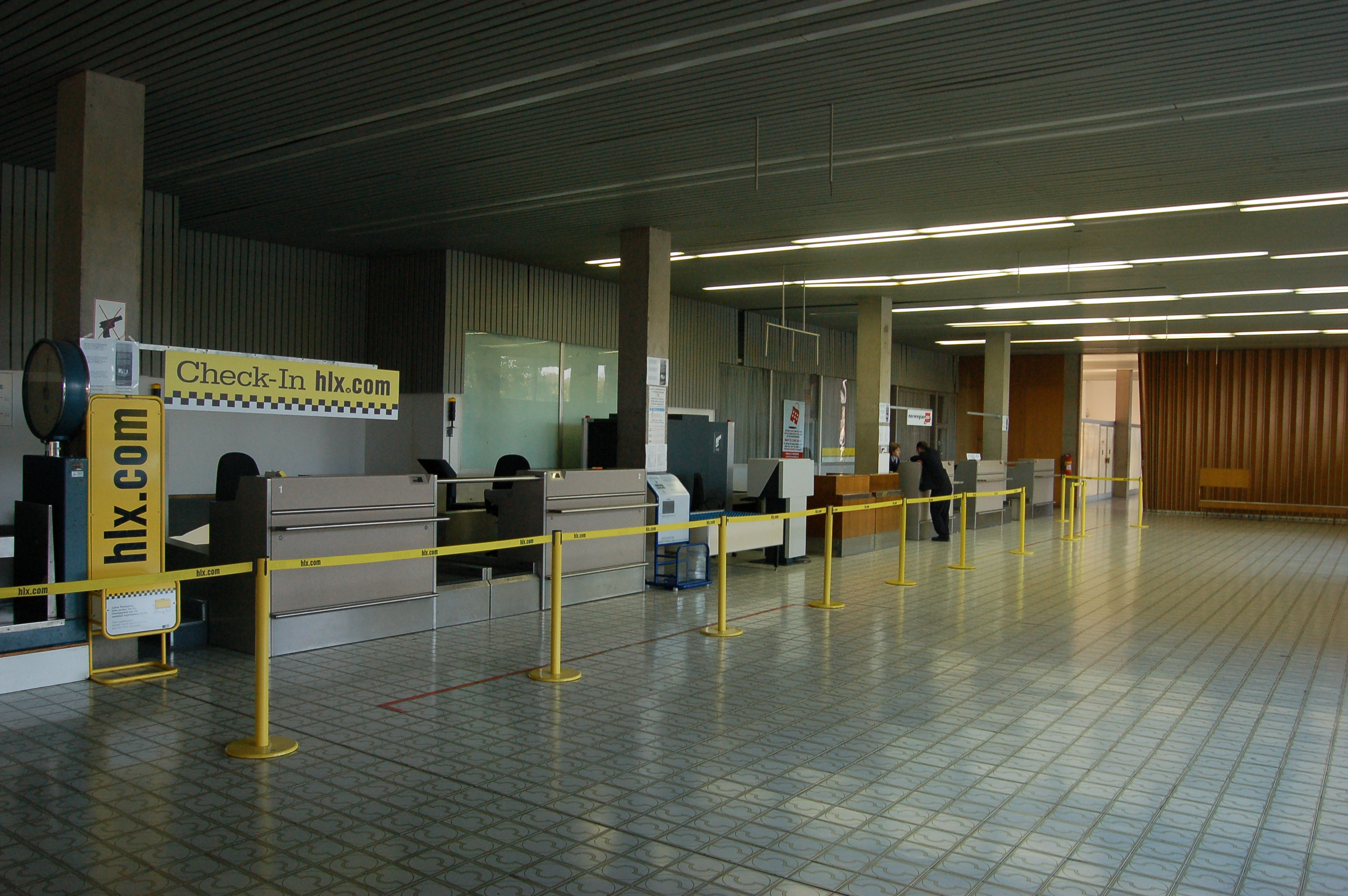
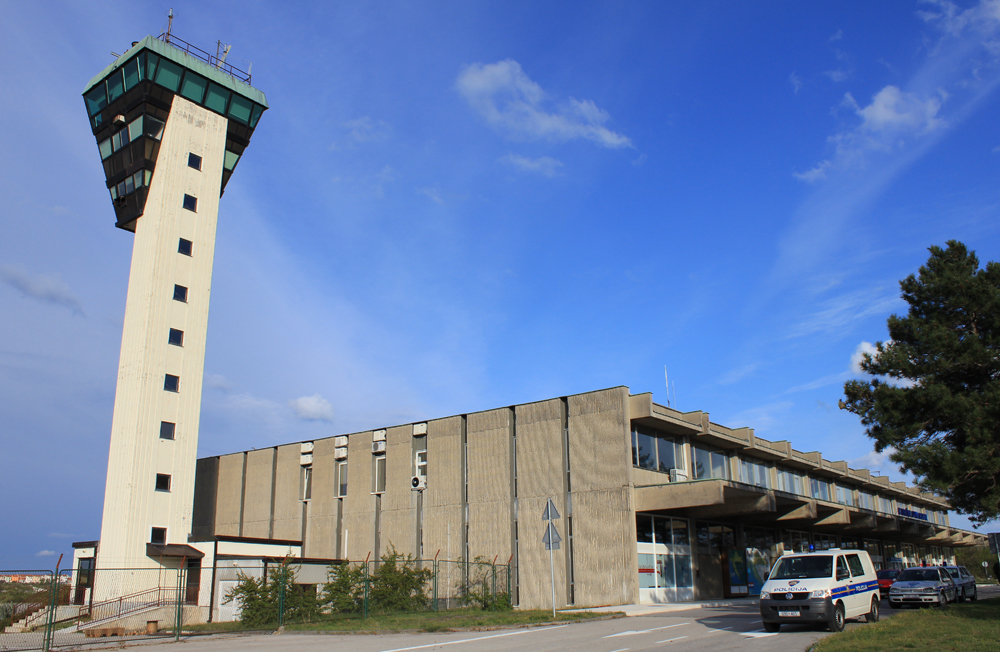
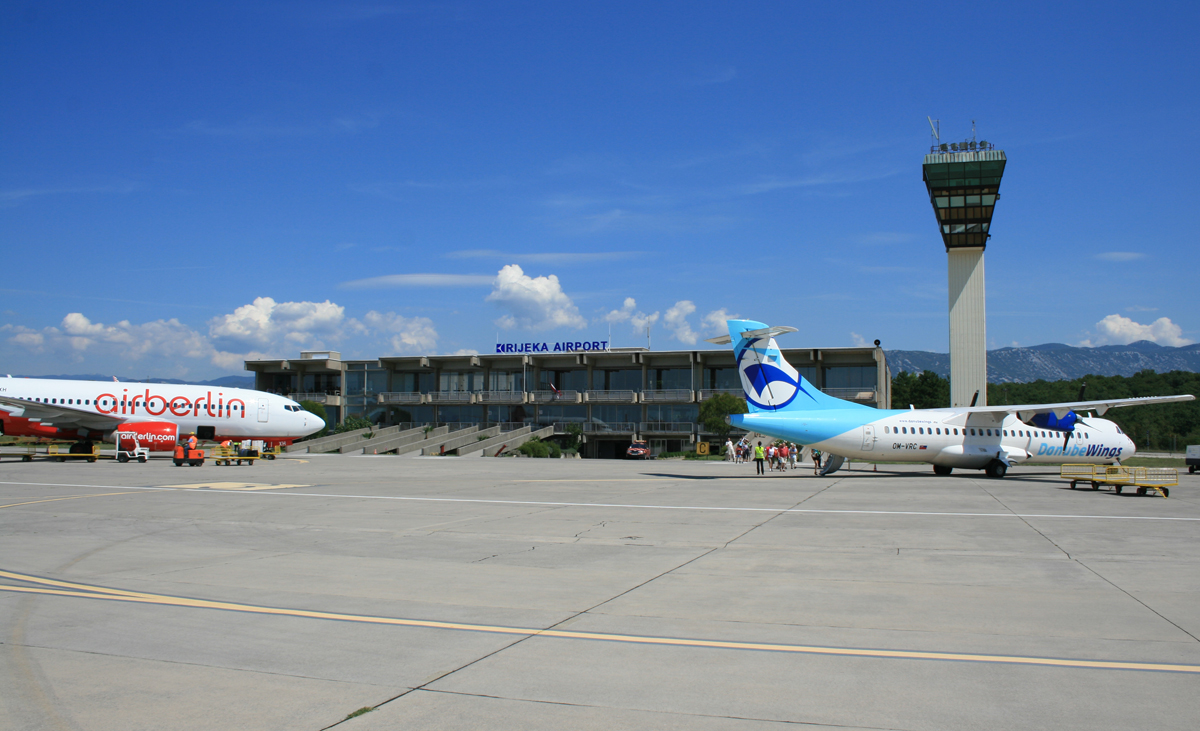
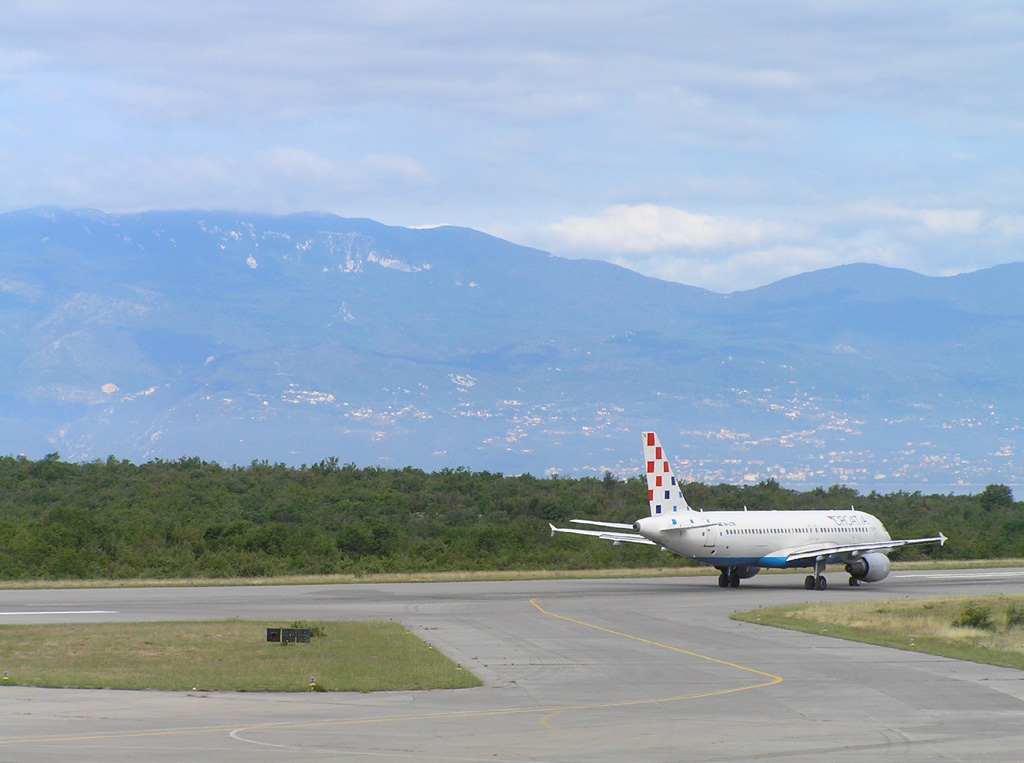
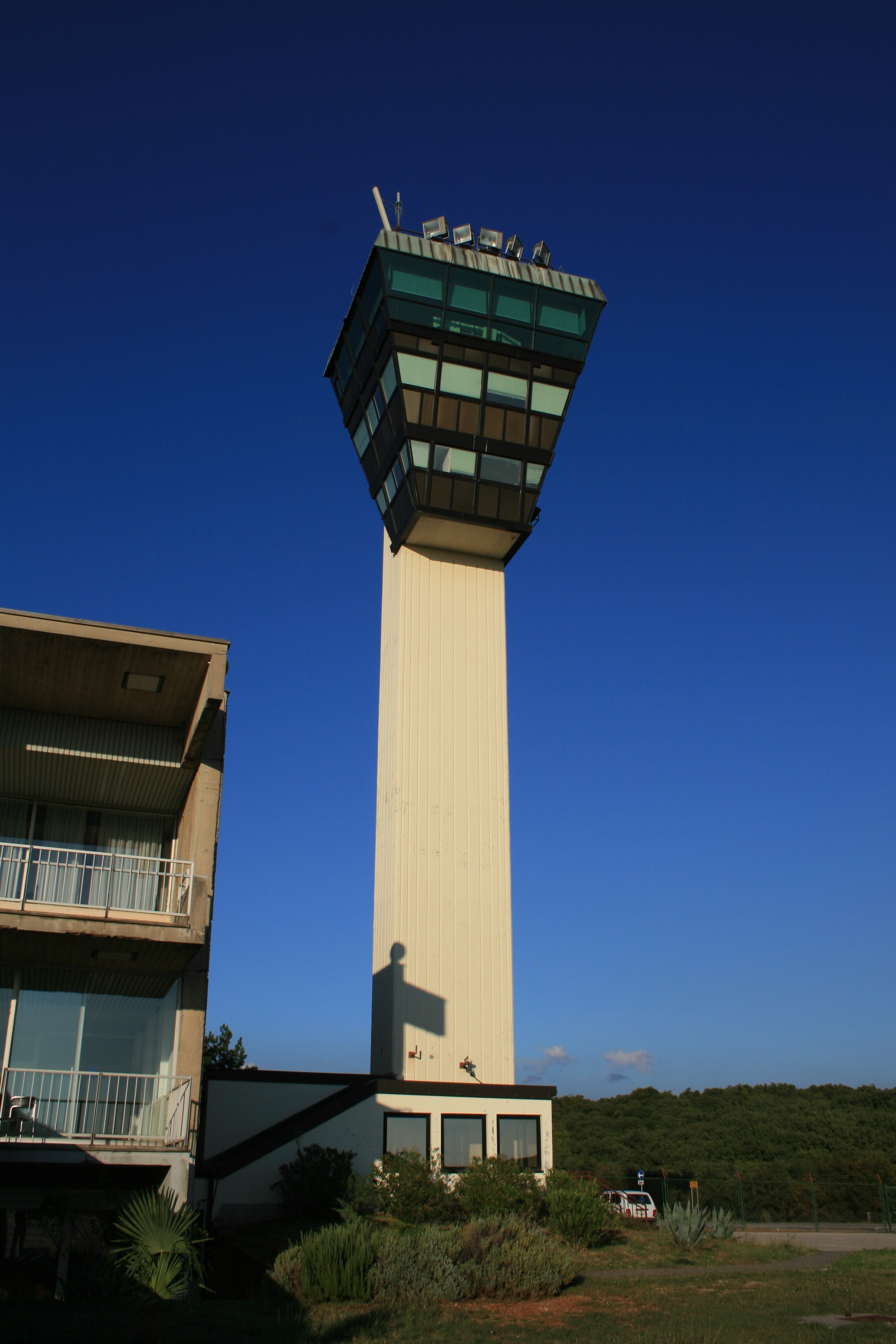
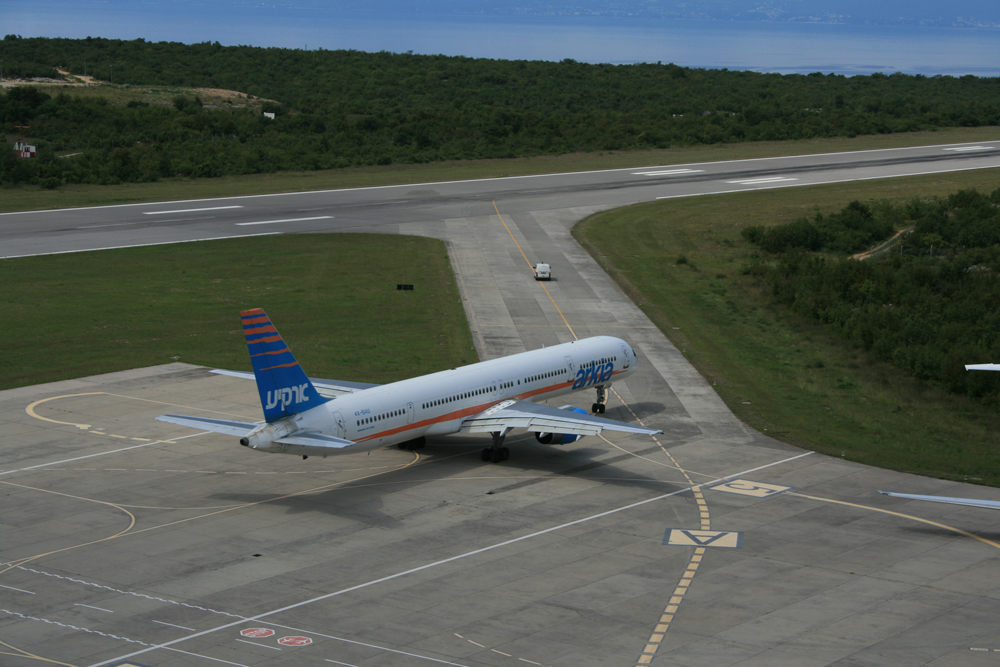
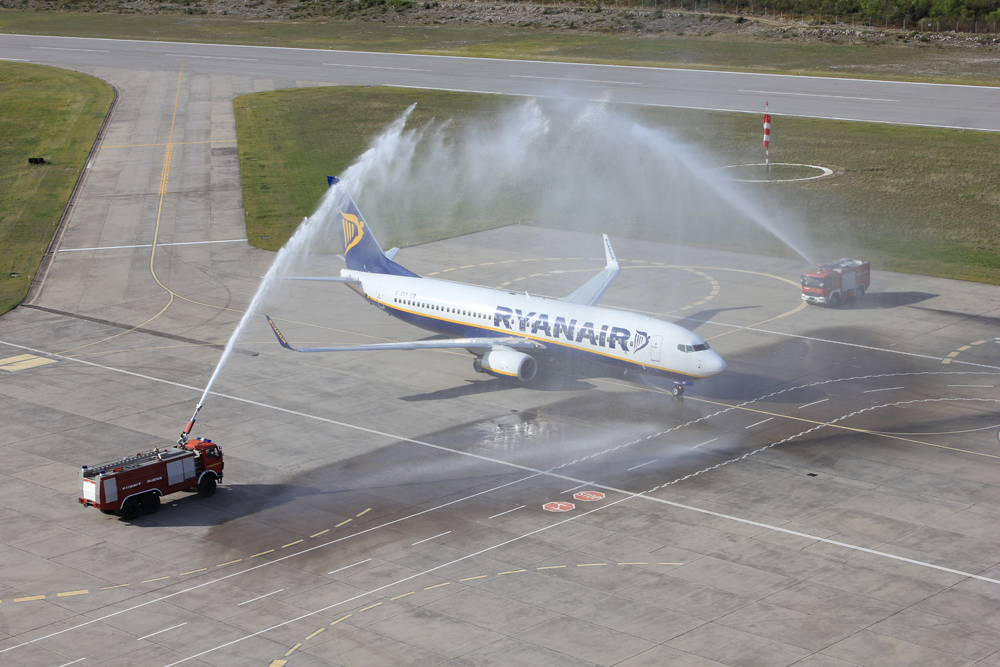

## شرکت‌های هواپیمایی و مقصدهای پروازی
| شرکت‌های هواپیمایی                    | مقصدهای پروازی                                               |
| ------------------------------------ | ------------------------------------------------------------ |
| ایربالتیک                            | فصلی: ریگا                                                   |
| هواپیمایی ارکیا                      | فصلی: بن گوریون                                              |
| بلغاریا ایر                          | چارتر فصلی: صوفیه                                            |
| هواپیمایی کرواسی                     | فصلی: هیترو لندن، مونیخ                                      |
| چک ایرلاینز                          | چارتر فصلی: کوشیتسه                                          |
| یورو وینگز اجرا توسط جرمن‌وینگز       | کلن بن فصلی: برلین تگل، دوسلدورف، هامبورگ، هانوفر، اشتوتگارت |
| نوردیکا اجرا توسط لوت پولیش ایرلاینز | فصلی: لنارت مری تالین                                        |
| نروجین ایر شاتل                      | فصلی: گاردرموئن اسلو                                         |
| رایان‌ایر                             | فصلی: بروکسل جنوب شرلروآ، استانستد لندن، استکهلم-اسکاوستا    |
| اسکای‌ورک ایرلاینز                    | فصلی: برن                                                    |
| اسمارت‌لینکس ایرلاینز                 | چارتر فصلی: ریگا                                             |
| ترید ایر اجرا توسط AIS Airlines      | فصلی: دوبروونیک، اوسیک، اسپلیت، زاگرب چارتر فصلی: کوشیتسه    |
| Small Planet Airlines                | چارتر فصلی: ویلنیوس، شوپن ورشو، وروتسواف کوپرنیکوس           |